# Cinquième législature du Bas-Canada
Cinquième législature 
 (10 avril 1809 au 18 mai 1809)
4e 6e
Palais épiscopal de Québec
 Québec, Bas-Canada
La cinquième législature du Bas-Canada siégea du 10 avril au 18 mai 1809. Toutes les séances eurent lieu à Québec. Le lieutenant-gouverneur James Henry Craig prorogea la session après l'expulsion de Ezekiel Hart par l'assemblée et l'introduction d'un projet de loi qui avait pour but d'empêcher les juges de devenir députés; il espérait aussi réduire la représentation du Parti canadien lors de l'élection générale qui suivrait.

## Élections
Les élections générales ont lieu du 30 avril au 18 juin 1808.

## Session[2]
- Première (10 avril 1809 — 15 mai 1809)

## Représentants de la couronne[2]
- Sir James Henry Craig, gouverneur pour toute la durée de la législature.

## Présidents de l'Assemblée[2]
- Jean-Antoine Panet (10 avril 1808 — 18 mai 1809)

## Présidents du Conseil[2]
- Jonathan Sewell (10 avril 1809 — 18 mai 1809)

## Députés
| District              | Député                                               |
| --------------------- | ---------------------------------------------------- |
| Bedford               | William Sturge Moore                                 |
| Buckinghamshire       | Louis Legendre                                       |
| Buckinghamshire       | Jean-Baptiste Hébert                                 |
| Cornwallis            | Joseph Le Vasseur Borgia                             |
| Cornwallis            | Joseph Robitaille                                    |
| Devon                 | Jean-Baptiste Fortin                                 |
| Devon                 | François Bernier                                     |
| Dorchester            | Pierre Langlois                                      |
| Dorchester            | John Caldwell                                        |
| Effingham             | Joseph Duclos                                        |
| Effingham             | Joseph Meunier                                       |
| Gaspé                 | George Pyke                                          |
| Hampshire             | Antoine-Louis Juchereau Duchesnay                    |
| Hampshire             | François Huot                                        |
| Hertford              | Louis Turgeon                                        |
| Hertford              | Étienne-Ferréol Roy                                  |
| Huntingdon            | Jean-Antoine Panet                                   |
| Huntingdon            | Ignace-Michel-Louis-Antoine d'Irumberry de Salaberry |
| Kent                  | Louis-Joseph Papineau                                |
| Kent                  | Joseph-Bernard Planté                                |
| Leinster              | Joseph-Édouard Faribault                             |
| Leinster              | Joseph Turgeon                                       |
| Comté de Montréal     | Jean-Baptiste Durocher                               |
| Comté de Montréal     | Louis Roy Portelance                                 |
| Montréal-Est          | James Stuart                                         |
| Montréal-Est          | Jean-Marie Mondelet                                  |
| Montréal-Ouest        | William McGillivray                                  |
| Montréal-Ouest        | Denis-Benjamin Viger                                 |
| Northumberland        | Augustin Caron                                       |
| Northumberland        | Jean-Marie Poulin                                    |
| Orléans               | Jérôme Martineau                                     |
| Comté de Québec       | Pierre-Amable de Bonne                               |
| Comté de Québec       | Ralph Gray                                           |
| Basse-ville de Québec | John Jones                                           |
| Basse-ville de Québec | Pierre-Stanislas Bédard                              |
| Haute-ville de Québec | Claude Dénéchau                                      |
| Haute-ville de Québec | John Blackwood                                       |
| Richelieu             | Louis Bourdages                                      |
| Richelieu             | Hyacinthe-Marie Simon, dit Delorme                   |
| Saint-Maurice         | Thomas Coffin                                        |
| Saint-Maurice         | Michel Caron                                         |
| Surrey                | Jacques Cartier                                      |
| Surrey                | Paschal Chagnon                                      |
| Trois-Rivières        | Joseph Badeaux                                       |
| Trois-Rivières        | Ezekiel Hart                                         |
| Warwick               | Ross Cuthbert                                        |
| Warwick               | James Cuthbert                                       |
| William-Henry         | Jonathan Sewell                                      |
| York                  | Jean-Joseph Trestler                                 |
| York                  | John Mure                                            |